# Ugo Cardea
Ugo Cardea (Trieste, 26 ottobre 1936 – Arcidosso, 12 gennaio 2021) è stato un attore italiano.

## Filmografia parziale

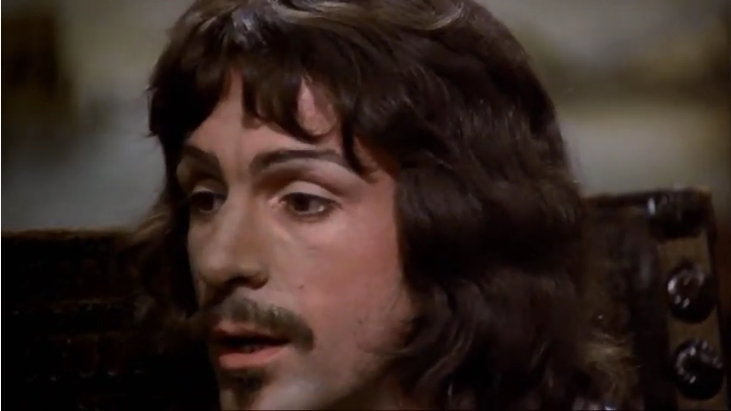
Cardea interpreta Cartesio nella miniserie Cartesius (1974)

### Cinema
- Sequestro di persona, regia di Gianfranco Mingozzi (1967)
- Pelle di bandito, diretto da Piero Livi (1968)
- Gradiva, regia di Giorgio Albertazzi (1970)
- Rappresaglia, regia di George Pan Cosmatos (1973)
- Un amore così fragile così violento, regia di Leros Pittoni (1973)
- Il portiere di notte, regia di Liliana Cavani (1973)
- Amore libero - Free Love, regia di Pier Ludovico Pavoni (1974)

### Televisione
- La donna di cuori, regia di Leonardo Cortese (1969)
- I Buddenbrook, regia di Edmo Fenoglio (1971)
- L'età di Cosimo de' Medici, regia di Roberto Rossellini (1972)
- Cartesius, regia di Roberto Rossellini (1974)
- Diagnosi, regia di Mario Caiano – miniserie TV (1975)
- Gamma, regia di Salvatore Nocita (1975)
- A casa, una sera..., regia di Mario Landi (1976)
- Accadde ad Ankara, regia di Mario Landi (1979)